# Nico Breedt
Pas d'image ? Cliquez ici

a Compétitions nationales et continentales officielles uniquement.

Dernière mise à jour le 21 décembre 2017.
Nico Breedt est un ancien joueur de rugby à XV sud-africain, né le 23 mars 1979 à Johannesburg (Afrique du Sud), qui évolue au poste de deuxième ligne ou troisième ligne centre (1,98 m pour 116 kg).
Après une saison 2007-08 exceptionnelle sous le maillot toulonnais ponctuée par une montée en Top 14, il quitte le Rugby club toulonnais pour rejoindre l'Afrique du Sud dans l'espoir de jouer pour les Springboks.

## Carrière

### En club
- 2006-2008 : RC Toulon (Pro D2)  France

### En province
- 1999-2000 : Natal Sharks (-21)  Afrique du Sud
- 2001-2002 : Eagles (Currie Cup)  Afrique du Sud
- 2003 : Free State Cheetahs (Currie Cup)  Afrique du Sud
- 2004-2005 : Natal Sharks (Currie Cup)  Afrique du Sud
- 2008-2009 : Free State Cheetahs (Currie Cup)  Afrique du Sud

### En franchise
- 2003 : Cats (Super 12)  Afrique du Sud
- 2004-2006 : Sharks (Super 12 puis Super 14 en 2006)  Afrique du Sud
- 2009-2010 : Cheetahs (Super 14)  Afrique du Sud

## Palmarès
- Champion de France de Pro D2 : 2008